# Bulbophyllum ruficaudatum
Bulbophyllum ruficaudatum là một loài phong lan thuộc chi Bulbophyllum.